# Neue Wiesen
Neue Wiesen ist ein Stadtrandpark im Berliner Ortsteil Stadtrandsiedlung Malchow. Der Park liegt am zentralen Punkt an den ehemaligen Rieselfeldern. Durch den nördlichen Teil das Parks führt die Wanderroute Barnimer Dörferweg. Bestimmendes Element ist ein 700 Meter langes und 65 Meter breites Parkband, dort befindet sich auch ein Kinderspiel- und Sportplatz. Das Band wird von kleinen Wäldchen und Wiesen umrahmt, umgeben von der Barnimer Landschaft.

## Geschichte
In den 1990er Jahren entstand in Karow Nord eine Neubausiedlung. Deshalb wurde für die Bewohner zwischen 1997 und 1998 eine Naherholungslandschaft angelegt. Der Bau des Stadtrandparks Neue Wiesen wurde mit den privaten Wohnungsbauinvestoren und dem damals noch selbstständigen Bezirk Weißensee geplant und gebaut. Am 18. September 1998 wurde er der Öffentlichkeit übergeben.